# شهرستان گرنت (کنتاکی)
شهرستان گرنت، کنتاکی (به انگلیسی: Grant County, Kentucky) یک سکونتگاه مسکونی در ایالات متحده آمریکا است که در کنتاکی واقع شده‌است.